# Кровавый след
«Кровавый след» (англ. Traces Of Red) — кинофильм, детектив.

## Сюжет
Действие фильма происходит в Палм-Бич и рассказывается от лица детектива Джека Добсона, убитого в первой же сцене. Стив Фрейн и Джек партнёры в детективном агентстве. Джек ведёт раскованную жизнь, не пропуская ни одной хорошенькой женщины. Последняя его любовница, официантка закусочной, обнаружена мёртвой вскоре после их свидания. Другая любовница Джека — богатая светская дама Эллен Шофилд, явно ревновала Джека и может быть замешана в деле.
Пытаясь разобраться в деталях, Джек догадывается, что возможно замешан серийный убийца. Он намазывает губы жертвы красной помадой определённой марки…
Брат Джека выставил свою кандидатуру на выборы в сенат США, поэтому его семья не должна быть никуда замешана. Однако в ходе расследования к делу в той или иной степени оказываются причастными все, кого знает Джек. Ему начинают приходить угрозы в стихах со следом помады вместо подписи.

## В ролях
- Джеймс Белуши — Джек Добсон
- Лоррейн Бракко — Эллен Шофилд
- Тони Голдвин — Стив Фрейн
- Уильям Расс — Майкл Добсон
- Фэй Грант — Бет Фрейн